# Derby della Ruhr
Il derby della Ruhr, noto anche come Revierderby (ted. per derby della zona), è il termine con cui si indica il derby che oppone le squadre di calcio tedesche di Borussia Dortmund e Schalke 04, le principali compagini della regione della Ruhr e della Renania Settentrionale-Vestfalia.

## Storia
La rivalità tra le due squadre risale agli anni '20. Il 3 maggio 1925 lo Schalke vinse la prima delle sfide tra le due compagini, imponendosi per 4-2. Le due formazioni tornarono ad affrontarsi quando fu costituita la Gauliga, nel 1936. Negli anni a venire si sviluppò una forte contrapposizione tra le due squadre. Dal 1933 al 1945 lo Schalke vinse ben sei dei sette titoli nazionali che figurano nella sua bacheca, aggiudicandosi anche una Coppa di Germania. In questo periodo vinse ben 14 partite con il Borussia e ne perse solo una, mentre uno fu il pareggio. Fu un gol di August Lenz ad assicurare al Dortmund la prima vittoria contro lo Schalke, il 14 novembre 1943.
Dopo la seconda guerra mondiale il Dortmund vinse il campionato della Vestfalia battendo in finale lo Schalke per 3-2 mettendo fine al dominio dei biancoblu nella regione. Dal 1947 al 1963 fu il Borussia a prevalere, affermandosi in 9 delle prime 13 sfide e perdendone solo 7 delle 32 disputate in questi anni. I gialloneri vinsero anche 3 campionati di Oberliga in questo sedicennio.
Dopo la creazione della Bundesliga, nel 1963, il Dortmund continuò a imporsi nel derby della Ruhr, vincendo 8 dei primi 10 incontri. Il 20 aprile 1968 lo Schalke vinse per 1-0, inaugurando un periodo di rinascita e un periodo di crisi del Borussia Dortmund. Il 4 marzo 1972, dopo la sconfitta per 0-3 i rivali, il Borussia retrocesse: le due squadre non si reincontrarono sino al 1975.
Con il ritorno del Dortmund in Bundesliga, il derby rivide la luce. Lothar Huber realizzò, all'87º minuto di gioco della partita del 5 novembre 1977, il gol della prima vittoria dei gialloneri contro lo Schalke dopo quasi dieci anni. Il Dortmund prevalse negli anni a venire, vincendo undici delle seguenti sfide, mentre lo Schalke si impose in sei sfide. Il 9 dicembre 1988 i gialloneri eliminarono i rivali negli ottavi di finale della Coppa di Germania 1988-1989, vincendo per 2-3 in trasferta. La retrocessione dello Schalke nel 1987-1988 causò la scomparsa del derby sino alla stagione 1991-1992.
Tornato in Bundesliga, lo Schalke riuscì a segnare solo tre gol nei primi quattro derby e il Dortmund parve destinato a continuare i propri successi. Il 24 agosto 1991, però, fu lo Schalke ad avere la meglio. Di fronte a 70.000 spettatori l'ex centrocampista del Dortmund Ingo Anderbrügge segnò al 2º minuto di gioco il gol del vantaggio dei biancoblu, pareggiato al 36º minuto. Nella ripresa lo Schalke fu incontenibile e realizzò ben quattro gol, fissando il punteggio sul 5-2. La stagione di successo del Dortmund fece tuttavia passare in secondo piano la sconfitta, anche perché nel derby di ritorno i gialloneri si imposero per 2-0, per poi concludere il campionato al secondo posto, superati dallo Stoccarda solo per la differenza reti.
Gli anni successivi al 1991 videro lo Schalke mantenere un leggero vantaggio nei confronti diretti, con 11 vittorie, 14 pareggi e 8 sconfitte. Dal 1999 all'aprile 2012 i biancoblu persero solo cinque derby, ma dal 1995 il Borussia ha ottenuto più successi in generale, aggiudicandosi 5 campionati, una Coppa di Germania, una UEFA Champions League (nel 1996-1997), una Coppa Intercontinentale (nel 1997), mentre lo Schalke ha vinto una Coppa UEFA nel 1996-1997 e tre Coppe di Germania.
Nel 2005 il Borussia pose fine ad un'imbattibilità dello Schalke nel derby che durava da quasi sette anni. Nel maggio 2007 lo Schalke perse il derby e il titolo tedesco, che aveva in pugno da mesi, alla penultima giornata di Bundesliga.

## Lista dei risultati

### Campionato
| Nº  | Data       | Stadio              | Competizione                 | Casa              | Risultato | Trasferta         | Spettatori |
| --- | ---------- | ------------------- | ---------------------------- | ----------------- | --------- | ----------------- | ---------- |
| 1   | 07/09/1963 | Glück-Auf Kampfbahn | Fußball-Bundesliga 1963-1964 | Schalke 04        | 3 - 1     | Borussia Dortmund | 38 000     |
| 2   | 25/01/1964 | Rote Erde           | Fußball-Bundesliga 1963-1964 | Borussia Dortmund | 3 - 0     | Schalke 04        | 34 000     |
| 3   | 26/09/1964 | Parkstadion         | Fußball-Bundesliga 1964-1965 | Schalke 04        | 2 - 6     | Borussia Dortmund | 40 000     |
| 4   | 13/02/1965 | Rote Erde           | Fußball-Bundesliga 1964-1965 | Borussia Dortmund | 4 - 0     | Schalke 04        | 33 000     |
| 5   | 18/09/1965 | Parkstadion         | Fußball-Bundesliga 1965-1966 | Schalke 04        | 2 - 3     | Borussia Dortmund | 40 000     |
| 6   | 26/02/1966 | Rote Erde           | Fußball-Bundesliga 1965-1966 | Borussia Dortmund | 7 - 0     | Schalke 04        | 25 000     |
| 7   | 12/11/1966 | Rote Erde           | Fußball-Bundesliga 1966-1967 | Borussia Dortmund | 6 - 2     | Schalke 04        | 43 000     |
| 8   | 29/04/1967 | Parkstadion         | Fußball-Bundesliga 1966-1967 | Schalke 04        | 1 - 4     | Borussia Dortmund | 32 000     |
| 9   | 05/11/1967 | Rote Erde           | Fußball-Bundesliga 1967-1968 | Borussia Dortmund | 2 - 1     | Schalke 04        | 27 000     |
| 10  | 20/04/1968 | Parkstadion         | Fußball-Bundesliga 1967-1968 | Schalke 04        | 1 - 0     | Borussia Dortmund | 38 000     |
| 11  | 14/09/1968 | Parkstadion         | Fußball-Bundesliga 1968-1969 | Schalke 04        | 4 - 1     | Borussia Dortmund | 35 000     |
| 12  | 11/03/1969 | Rote Erde           | Fußball-Bundesliga 1968-1969 | Borussia Dortmund | 0 - 1     | Schalke 04        | 38 000     |
| 13  | 06/09/1969 | Rote Erde           | Fußball-Bundesliga 1969-1970 | Borussia Dortmund | 1 - 1     | Schalke 04        | 39 000     |
| 14  | 31/01/1970 | Parkstadion         | Fußball-Bundesliga 1969-1970 | Schalke 04        | 1 - 1     | Borussia Dortmund | 33 000     |
| 15  | 12/09/1970 | Rote Erde           | Fußball-Bundesliga 1970-1971 | Borussia Dortmund | 1 - 2     | Schalke 04        | 40 000     |
| 16  | 27/02/1971 | Parkstadion         | Fußball-Bundesliga 1970-1971 | Schalke 04        | 0 - 0     | Borussia Dortmund | 30 000     |
| 17  | 11/09/1971 | Parkstadion         | Fußball-Bundesliga 1971-1972 | Schalke 04        | 1 - 0     | Borussia Dortmund | 35 000     |
| 18  | 04/03/1972 | Rote Erde           | Fußball-Bundesliga 1971-1972 | Borussia Dortmund | 0 - 3     | Schalke 04        | 38 000     |
| 19  | 11/12/1976 | Westfalenstadion    | Fußball-Bundesliga 1976-1977 | Borussia Dortmund | 1 - 1     | Schalke 04        | 54 000     |
| 20  | 21/05/1977 | Parkstadion         | Fußball-Bundesliga 1976-1977 | Schalke 04        | 4 - 2     | Borussia Dortmund | 70 600     |
| 21  | 05/11/1977 | Westfalenstadion    | Fußball-Bundesliga 1977-1978 | Borussia Dortmund | 2 - 1     | Schalke 04        | 53 700     |
| 22  | 01/04/1978 | Parkstadion         | Fußball-Bundesliga 1977-1978 | Schalke 04        | 0 - 2     | Borussia Dortmund | 62 000     |
| 23  | 25/11/1978 | Parkstadion         | Fußball-Bundesliga 1978-1979 | Schalke 04        | 5 - 1     | Borussia Dortmund | 40 000     |
| 24  | 19/05/1979 | Westfalenstadion    | Fußball-Bundesliga 1978-1979 | Borussia Dortmund | 2 - 0     | Schalke 04        | 45 000     |
| 25  | 03/11/1979 | Westfalenstadion    | Fußball-Bundesliga 1979-1980 | Borussia Dortmund | 2 - 1     | Schalke 04        | 54 000     |
| 26  | 21/02/1980 | Parkstadion         | Fußball-Bundesliga 1979-1980 | Schalke 04        | 2 - 2     | Borussia Dortmund | 50 000     |
| 27  | 06/09/1980 | Parkstadion         | Fußball-Bundesliga 1980-1981 | Schalke 04        | 1 - 2     | Borussia Dortmund | 38 000     |
| 28  | 21/02/1981 | Westfalenstadion    | Fußball-Bundesliga 1980-1981 | Borussia Dortmund | 2 - 2     | Schalke 04        | 50 000     |
| 29  | 18/09/1982 | Westfalenstadion    | Fußball-Bundesliga 1982-1983 | Borussia Dortmund | 2 - 0     | Schalke 04        | 50 000     |
| 30  | 05/03/1983 | Parkstadion         | Fußball-Bundesliga 1982-1983 | Schalke 04        | 1 - 2     | Borussia Dortmund | 35 000     |
| 31  | 01/12/1984 | Westfalenstadion    | Fußball-Bundesliga 1984-1985 | Borussia Dortmund | 4 - 1     | Schalke 04        | 41 000     |
| 32  | 01/06/1985 | Parkstadion         | Fußball-Bundesliga 1984-1985 | Schalke 04        | 3 - 1     | Borussia Dortmund | 42 000     |
| 33  | 10/12/1985 | Parkstadion         | Fußball-Bundesliga 1985-1986 | Schalke 04        | 6 - 1     | Borussia Dortmund | 27 000     |
| 34  | 22/04/1986 | Westfalenstadion    | Fußball-Bundesliga 1985-1986 | Borussia Dortmund | 1 - 1     | Schalke 04        | 34 000     |
| 35  | 20/09/1986 | Parkstadion         | Fußball-Bundesliga 1986-1987 | Schalke 04        | 2 - 1     | Borussia Dortmund | 44 500     |
| 36  | 11/04/1987 | Westfalenstadion    | Fußball-Bundesliga 1986-1987 | Borussia Dortmund | 1 - 0     | Schalke 04        | 49 000     |
| 37  | 19/09/1987 | Westfalenstadion    | Fußball-Bundesliga 1987-1988 | Borussia Dortmund | 4 - 1     | Schalke 04        | 44 000     |
| 38  | 26/03/1988 | Parkstadion         | Fußball-Bundesliga 1987-1988 | Schalke 04        | 3 - 0     | Borussia Dortmund | 32 300     |
| 39  | 24/08/1991 | Parkstadion         | Fußball-Bundesliga 1991-1992 | Schalke 04        | 5 - 2     | Borussia Dortmund | 70 200     |
| 40  | 15/02/1992 | Westfalenstadion    | Fußball-Bundesliga 1991-1992 | Borussia Dortmund | 2 - 0     | Schalke 04        | 52 800     |
| 41  | 22/08/1992 | Westfalenstadion    | Fußball-Bundesliga 1992-1993 | Borussia Dortmund | 0 - 2     | Schalke 04        | 43 000     |
| 42  | 27/02/1993 | Parkstadion         | Fußball-Bundesliga 1992-1993 | Schalke 04        | 0 - 0     | Borussia Dortmund | 70 200     |
| 43  | 15/08/1993 | Parkstadion         | Fußball-Bundesliga 1993-1994 | Schalke 04        | 1 - 0     | Borussia Dortmund | 65 000     |
| 44  | 03/12/1993 | Westfalenstadion    | Fußball-Bundesliga 1993-1994 | Borussia Dortmund | 1 - 1     | Schalke 04        | 42 400     |
| 45  | 08/10/1994 | Westfalenstadion    | Fußball-Bundesliga 1994-1995 | Borussia Dortmund | 3 - 2     | Schalke 04        | 42 800     |
| 46  | 08/04/1995 | Parkstadion         | Fußball-Bundesliga 1994-1995 | Schalke 04        | 0 - 0     | Borussia Dortmund | 70 925     |
| 47  | 28/10/1995 | Parkstadion         | Fußball-Bundesliga 1995-1996 | Schalke 04        | 1 - 2     | Borussia Dortmund | 70 960     |
| 48  | 13/04/1996 | Westfalenstadion    | Fußball-Bundesliga 1995-1996 | Borussia Dortmund | 0 - 0     | Schalke 04        | 42 400     |
| 49  | 02/11/1996 | Parkstadion         | Fußball-Bundesliga 1996-1997 | Schalke 04        | 1 - 3     | Borussia Dortmund | 71 021     |
| 50  | 03/05/1997 | Westfalenstadion    | Fußball-Bundesliga 1996-1997 | Borussia Dortmund | 1 - 0     | Schalke 04        | 55 000     |
| 51  | 09/08/1997 | Parkstadion         | Fußball-Bundesliga 1997-1998 | Schalke 04        | 1 - 0     | Borussia Dortmund | 68 200     |
| 52  | 19/12/1997 | Westfalenstadion    | Fußball-Bundesliga 1997-1998 | Borussia Dortmund | 2 - 2     | Schalke 04        | 55 000     |
| 53  | 14/11/1998 | Westfalenstadion    | Fußball-Bundesliga 1998-1999 | Borussia Dortmund | 3 - 0     | Schalke 04        | 69 000     |
| 54  | 05/05/1999 | Parkstadion         | Fußball-Bundesliga 1998-1999 | Schalke 04        | 1 - 1     | Borussia Dortmund | 61 700     |
| 55  | 15/12/1999 | Parkstadion         | Fußball-Bundesliga 1999-2000 | Schalke 04        | 0 - 0     | Borussia Dortmund | 52 420     |
| 56  | 13/05/2000 | Westfalenstadion    | Fußball-Bundesliga 1999-2000 | Borussia Dortmund | 1 - 1     | Schalke 04        | 68 600     |
| 57  | 23/09/2000 | Westfalenstadion    | Fußball-Bundesliga 2000-2001 | Borussia Dortmund | 0 - 4     | Schalke 04        | 68 600     |
| 58  | 24/02/2001 | Parkstadion         | Fußball-Bundesliga 2000-2001 | Schalke 04        | 0 - 0     | Borussia Dortmund | 62 109     |
| 59  | 15/09/2001 | Arena AufSchalke    | Fußball-Bundesliga 2001-2002 | Schalke 04        | 1 - 0     | Borussia Dortmund | 60 204     |
| 60  | 16/02/2002 | Westfalenstadion    | Fußball-Bundesliga 2001-2002 | Borussia Dortmund | 1 - 1     | Schalke 04        | 68 600     |
| 61  | 14/09/2002 | Westfalenstadion    | Fußball-Bundesliga 2002-2003 | Borussia Dortmund | 1 - 1     | Schalke 04        | 68 600     |
| 62  | 22/02/2003 | Arena AufSchalke    | Fußball-Bundesliga 2002-2003 | Schalke 04        | 2 - 2     | Borussia Dortmund | 60 878     |
| 63  | 02/08/2003 | Arena AufSchalke    | Fußball-Bundesliga 2003-2004 | Schalke 04        | 2 - 2     | Borussia Dortmund | 61 014     |
| 64  | 30/01/2004 | Westfalenstadion    | Fußball-Bundesliga 2003-2004 | Borussia Dortmund | 0 - 1     | Schalke 04        | 83 000     |
| 65  | 05/12/2004 | Westfalenstadion    | Fußball-Bundesliga 2004-2005 | Borussia Dortmund | 0 - 1     | Schalke 04        | 83 000     |
| 66  | 14/05/2005 | Arena AufSchalke    | Fußball-Bundesliga 2004-2005 | Schalke 04        | 1 - 2     | Borussia Dortmund | 61 524     |
| 67  | 13/08/2005 | Westfalenstadion    | Fußball-Bundesliga 2005-2006 | Borussia Dortmund | 1 - 2     | Schalke 04        | 80 708     |
| 68  | 04/02/2006 | Veltins-Arena       | Fußball-Bundesliga 2005-2006 | Schalke 04        | 0 - 0     | Borussia Dortmund | 61 524     |
| 69  | 10/12/2006 | Veltins-Arena       | Fußball-Bundesliga 2006-2007 | Schalke 04        | 3 - 1     | Borussia Dortmund | 61 482     |
| 70  | 12/05/2007 | Signal Iduna Park   | Fußball-Bundesliga 2006-2007 | Borussia Dortmund | 2 - 0     | Schalke 04        | 81 264     |
| 71  | 18/08/2007 | Veltins-Arena       | Fußball-Bundesliga 2007-2008 | Schalke 04        | 4 - 1     | Borussia Dortmund | 60 482     |
| 72  | 10/02/2008 | Signal Iduna Park   | Fußball-Bundesliga 2007-2008 | Borussia Dortmund | 2 - 3     | Schalke 04        | 80 708     |
| 73  | 13/09/2008 | Signal Iduna Park   | Fußball-Bundesliga 2008-2009 | Borussia Dortmund | 3 - 3     | Schalke 04        | 80 552     |
| 74  | 20/02/2009 | Veltins-Arena       | Fußball-Bundesliga 2008-2009 | Schalke 04        | 1 - 1     | Borussia Dortmund | 61 673     |
| 75  | 26/09/2009 | Signal Iduna Park   | Fußball-Bundesliga 2009-2010 | Borussia Dortmund | 0 - 1     | Schalke 04        | 80 720     |
| 76  | 26/02/2010 | Veltins-Arena       | Fußball-Bundesliga 2009-2010 | Schalke 04        | 2 - 1     | Borussia Dortmund | 60 673     |
| 77  | 19/09/2010 | Veltins-Arena       | Fußball-Bundesliga 2010-2011 | Schalke 04        | 1 - 3     | Borussia Dortmund | 60 069     |
| 78  | 04/02/2011 | Signal Iduna Park   | Fußball-Bundesliga 2010-2011 | Borussia Dortmund | 0 - 0     | Schalke 04        | 80 552     |
| 79  | 26/11/2011 | Signal Iduna Park   | Fußball-Bundesliga 2011-2012 | Borussia Dortmund | 2 - 0     | Schalke 04        | 80 720     |
| 80  | 14/04/2012 | Veltins-Arena       | Fußball-Bundesliga 2011-2012 | Schalke 04        | 1 - 2     | Borussia Dortmund | 61 673     |
| 81  | 20/10/2012 | Signal Iduna Park   | Fußball-Bundesliga 2012-2013 | Borussia Dortmund | 1 - 2     | Schalke 04        | 80 645     |
| 82  | 09/03/2013 | Veltins-Arena       | Fußball-Bundesliga 2012-2013 | Schalke 04        | 2 - 1     | Borussia Dortmund | 61 673     |
| 83  | 26/10/2013 | Veltins-Arena       | Fußball-Bundesliga 2013-2014 | Schalke 04        | 1 - 3     | Borussia Dortmund | 61 673     |
| 84  | 25/03/2014 | Signal Iduna Park   | Fußball-Bundesliga 2013-2014 | Borussia Dortmund | 0 - 0     | Schalke 04        | 77 600     |
| 85  | 27/09/2014 | Veltins-Arena       | Fußball-Bundesliga 2014-2015 | Schalke 04        | 2 - 1     | Borussia Dortmund | 61 153     |
| 86  | 28/02/2015 | Signal Iduna Park   | Fußball-Bundesliga 2014-2015 | Borussia Dortmund | 3 - 0     | Schalke 04        | 79 500     |
| 87  | 08/11/2015 | Signal Iduna Park   | Fußball-Bundesliga 2015-2016 | Borussia Dortmund | 3 - 2     | Schalke 04        | 79 956     |
| 88  | 10/04/2016 | Veltins-Arena       | Fußball-Bundesliga 2015-2016 | Schalke 04        | 2 - 2     | Borussia Dortmund | 61 670     |
| 89  | 29/10/2016 | Signal Iduna Park   | Fußball-Bundesliga 2016-2017 | Borussia Dortmund | 0 - 0     | Schalke 04        | 80 179     |
| 90  | 01/04/2017 | Veltins-Arena       | Fußball-Bundesliga 2016-2017 | Schalke 04        | 1 - 1     | Borussia Dortmund | 62 271     |
| 91  | 25/11/2017 | Signal Iduna Park   | Fußball-Bundesliga 2017-2018 | Borussia Dortmund | 4 - 4     | Schalke 04        | 80 179     |
| 92  | 15/04/2018 | Veltins-Arena       | Fußball-Bundesliga 2017-2018 | Schalke 04        | 2 - 0     | Borussia Dortmund | 61 786     |
| 93  | 08/12/2018 | Veltins-Arena       | Fußball-Bundesliga 2018-2019 | Schalke 04        | 1 - 2     | Borussia Dortmund | 61 767     |
| 94  | 27/04/2019 | Signal Iduna Park   | Fußball-Bundesliga 2018-2019 | Borussia Dortmund | 2 - 4     | Schalke 04        | 80 196     |
| 95  | 26/10/2019 | Veltins-Arena       | Fußball-Bundesliga 2019-2020 | Schalke 04        | 0 - 0     | Borussia Dortmund | 61 873     |
| 96  | 16/05/2020 | Signal Iduna Park   | Fußball-Bundesliga 2019-2020 | Borussia Dortmund | 4 - 0     | Schalke 04        | 0          |
| 97  | 24/10/2020 | Signal Iduna Park   | Fußball-Bundesliga 2020-2021 | Borussia Dortmund | 3 - 0     | Schalke 04        | 300        |
| 98  | 20/02/2021 | Veltins-Arena       | Fußball-Bundesliga 2020-2021 | Schalke 04        | 0 - 4     | Borussia Dortmund | 0          |
| 99  | 17/09/2022 | Signal Iduna Park   | Fußball-Bundesliga 2022-2023 | Borussia Dortmund | 1 - 0     | Schalke 04        | 81 100     |
| 100 | 11/03/2023 | Veltins-Arena       | Fußball-Bundesliga 2022-2023 | Schalke 04        | 2 - 2     | Borussia Dortmund | 61 571     |

### Partite di coppa
| Nº | Data       | Stadio             | Competizione                | Casa              | Risultato             | Trasferta         | Spettatori |
| -- | ---------- | ------------------ | --------------------------- | ----------------- | --------------------- | ----------------- | ---------- |
| 1  | 18/10/1975 | Parkstadion        | DFB-Pokal 1975-1976         | Schalke 04        | 2 - 1                 | Borussia Dortmund | 65 000     |
| 2  | 13/10/1984 | Westfalenstadion   | DFB-Pokal 1984-1985         | Borussia Dortmund | 1 - 1 (dts)           | Schalke 04        | 37 000     |
| 3  | 31/10/1984 | Parkstadion        | DFB-Pokal 1984-1985         | Schalke 04        | 3 - 2                 | Borussia Dortmund | 45 000     |
| 4  | 10/12/1988 | Parkstadion        | DFB-Pokal 1988-1989         | Schalke 04        | 2 - 3                 | Borussia Dortmund | 47 300     |
| 5  | 23/09/1998 | Westfalenstadion   | DFB-Pokal 1998-1999         | Borussia Dortmund | 1 - 0 (dts)           | Schalke 04        | 60 000     |
| 6  | 29/11/2000 | Parkstadion        | DFB-Pokal 2000-2001         | Schalke 04        | 2 - 1                 | Borussia Dortmund | 58 400     |
| 7  | 17/07/2001 | Nattenberg Stadion | DFB-Ligapokal 2001          | Schalke 04        | 2 - 1                 | Borussia Dortmund | 15 300     |
| 8  | 23/07/2011 | Veltins-Arena      | Supercoppa di Germania 2011 | Schalke 04        | 0 - 0 (dts) (4-3 dtr) | Borussia Dortmund | 61 673     |

## Bilancio
Aggiornato al 12 marzo 2023.
|                        | Gare disputate | Vittorie Schalke 04 | Pareggi | Vittorie Borussia Dortmund | Gol Schalke 04 | Gol Borussia Dortmund |
| ---------------------- | -------------- | ------------------- | ------- | -------------------------- | -------------- | --------------------- |
| Bundesliga             | 100            | 32                  | 31      | 37                         | 139            | 161                   |
| Oberliga Ovest         | 32             | 7                   | 10      | 15                         | 46             | 63                    |
| Totale Campionato      | 132            | 39                  | 41      | 52                         | 185            | 224                   |
| DFB-Pokal              | 6              | 3                   | 1       | 2                          | 10             | 9                     |
| Supercoppa di Germania | 1              | 0                   | 1       | 0                          | 0              | 0                     |
| DFL-Ligapokal          | 1              | 1                   | 0       | 0                          | 2              | 1                     |
| Totale Nazionale       | 140            | 43                  | 43      | 54                         | 197            | 234                   |
| Altre partite          | 4              | 3                   | 0       | 1                          | 15             | 7                     |
| Totale                 | 144            | 46                  | 43      | 55                         | 212            | 241                   |